# Asteropetes noctuina
Asteropetes noctuina là một loài bướm đêm thuộc họ Noctuidae. Nó được tìm thấy ở quần đảo Kuril và năm Nhật Bản.
Sải cánh dài 42–46 mm.
Ấu trùng ăn các loài the leaves của Vitis.